# Wendelin Moosbrugger

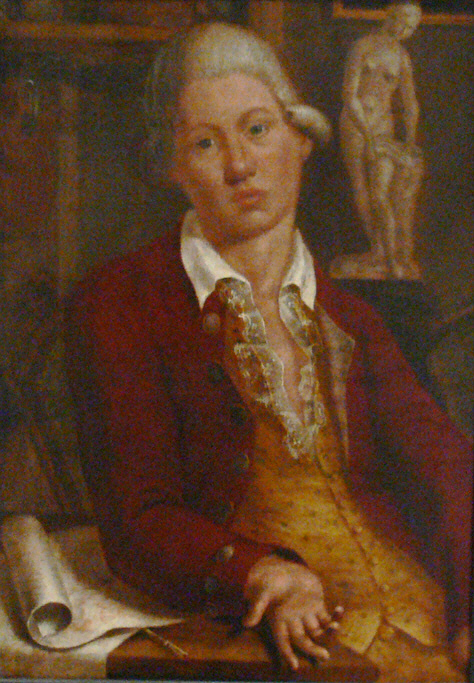
Wendelin Moosbrugger: Selbstporträt im Rokokokostüm, um 1780 (Vorarlberger Landesmuseum Bregenz)

Wendelin Moosbrugger, auch Wendelin Mosbrugger, (* 20. Oktober 1760 Rehmen, Ortsteil von Au, Vorarlberg; † 20. August 1849 in Aarau, Schweiz) war ein deutscher Porträt- und Miniaturmaler. Er stammte aus der für ihre Baumeister, Stuckateure und Maler berühmten Moosbruggerfamilie.

## Leben
Wendelin Moosbrugger zeigte bereits als Kind besonderes Talent zum Zeichnen und Malen. Er wurde in Konstanz ausgebildet und war zunächst als „Zimmermaler“ tätig. Der Kurfürst in Mannheim brachte ihn auf die Akademie, um ihn weiterlernen zu lassen. Er war ab 1794 in Konstanz ansässig, war aber auch in Karlsruhe und Wien sowie für den Hof zu Stuttgart tätig; in Köln saßen ihm königliche, fürstliche und private Leute Modell. Allerdings waren auch die politischen Zeiten für einen Hof-Porträtisten günstig. Die von Napoleon zu Königen erhobenen deutschen Fürsten wollten sich mit Pinsel und Farbe verewigen lassen, so porträtierte er den württembergischen König Friedrich I. von Württemberg mit dessen Gemahlin sowie den Bruder Napoleons Jérome, den König von Westfalen. König Friedrich ernannte Wendelin Moosbrugger 1810 zum Königlichen Porträt-Hofmaler.
Wendelin Moosbrugger fertigte u. a. die Altarbilder in seinem Geburtsort Rehmen.

## Familie
Wendelin stammte aus der Ehe des Müllers Leopold Moosbrugger aus Rehmen und Anna Katharina geb. Kohler. Seine erste Frau Anna Schärtker von Arbon aus Thurgau, die er 1795 geheiratet hatte, starb schon knapp zwei Jahre später bei der Geburt des Sohnes Leopold Moosbrugger (1796–1864), der später als Mathematiker bekannt wurde.
Wendelin heiratete dann 1802 Anna Maria Huetlin aus Constanz (1774–1829). Aus dieser Ehe gingen elf Kinder hervor, u. a.
- August Moosbrugger (1802–1858), Architekt, Lizeum-Professor und Großherzoglicher Bauinspektor in Wertheim
- Friedrich Moosbrugger (1804–1830), Porträtmaler
- Joseph Moosbrugger (1810–1869), Landschaftsmaler

## Werke

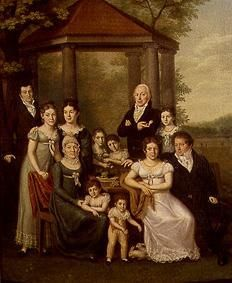
Die Familie Barxel in Konstanz (1816)

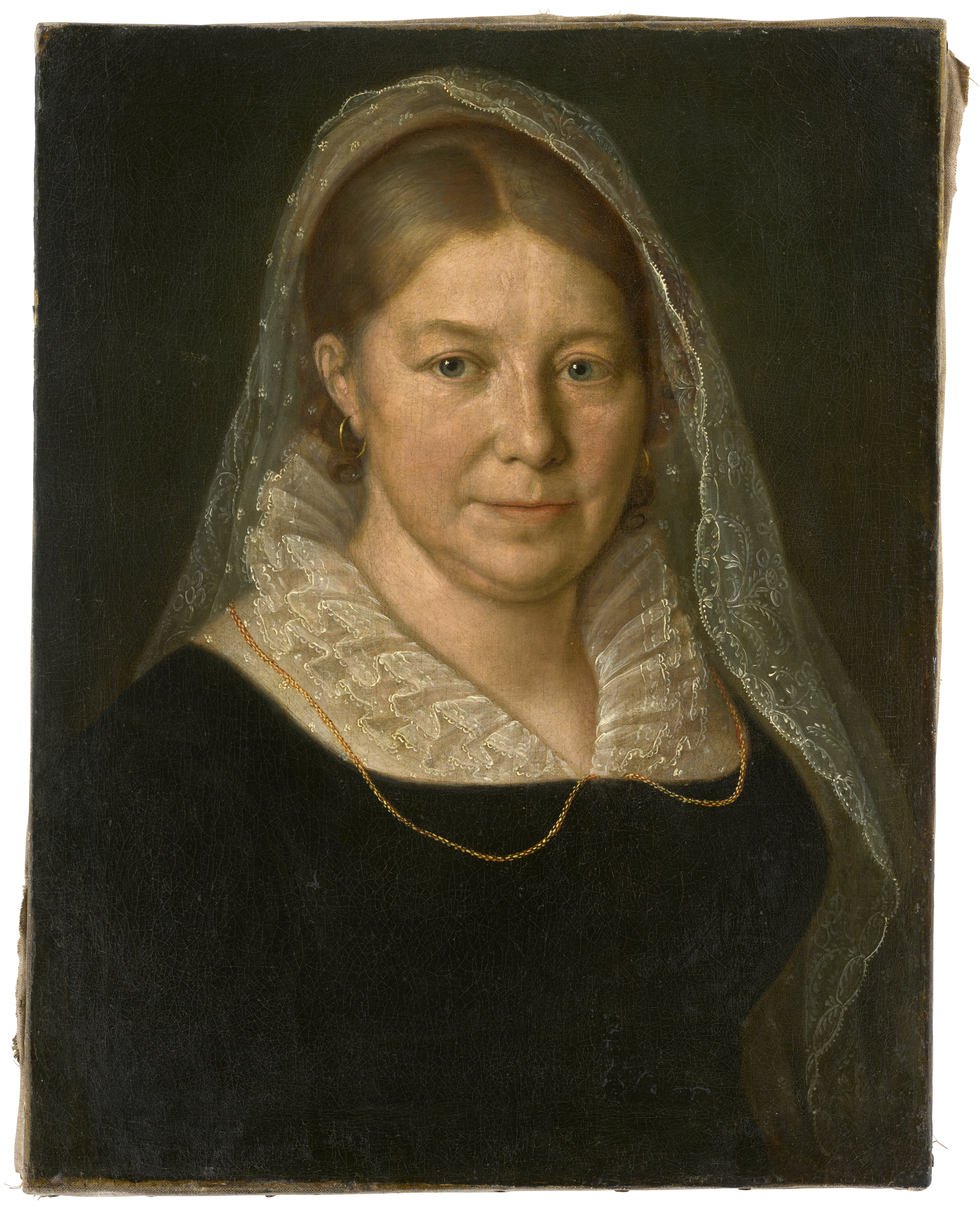
Anna Maria Moosbrugger (1820)

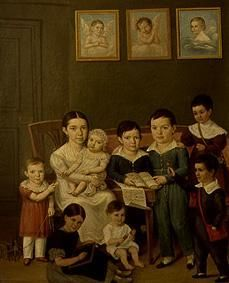
Die Kinder des Joseph Beutter-Gehring (1831)

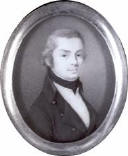
J. P. von Wessenberg

Wendelin Moosbrugger, von König Friedrich von Württemberg zum Königlichen Porträt-Hofmaler ernannt, machte sich durch seine feinsinnigen und psychologisierenden Bildnisse einen Namen. Sie unterschieden sich durch eine nüchterne, sachliche Schilderung deutlich von dem Pathos und der idealisierenden Eleganz der höfischen Porträtmalerei. Als Beispiel gilt die Realitätsnähe des Bildnisses seiner zweiten Ehefrau, Anna Maria, geb. Hüetlin (1774–1829), in dem er sich nicht scheute, das beginnende Altern ihres Gesichtes wiederzugeben.
- Anna Maria Moosbrugger, geb. Hüetlin, Porträt Öl auf Leinwand um 1820, Augustinermuseum Freiburg
- Familie im Garten (Zeppelin Museum Friedrichshafen)
- Altarbild (Hochaltar der Kirche Rehmen, um 1800)
- Kreuzwegstationen in der Kirche St. Fridolin, Stetten[5]
- Samuel Thomas Soemmerring, Porträt Öl auf Leinwand, um 1813
- St.Peter und Paul, Pfarrkirche St. Peter und Paul in Konstanz-Litzelstetten[6]
- Ignaz Heinrich und Johann Philipp Freiherrn von Wessenberg[7]
- Die Familie Barxel in Konstanz, 1816
- Die Kinder des Joseph Beutter-Gehring, 1831
- Altarbild in der Kuratienkirche St. Josef (in Au/Rehmen), um 1800
- Konstanzer Hafen bei und nach der Seegfrörne 1830